# Larry Terry
Pour les articles homonymes, voir Terry.
Larry Terry est né le 12 octobre 1972 à Hammond, États-Unis. Il mesure 1,96 m.

## Biographie

### Université
Il évolue de 1991 à 1994 avec les Northwestern Wildcats de l'Université Northwestern  en NCAA 1.

### FC Mulhouse Basket Club (1996-1998)
Larry Terry débarque en Europe en 1996 à Mulhouse (Nationale 2). Lors de cette première saison, il évolue en Nationale 2. L'arrivée de l'ailier US permet au FCM de viser les premières places et par la même occasion une montée en Pro B. Le début de saison de Mulhouse est tonitruant grâce à un Larry Terry vraiment phénoménale (43 points contre les cadets de l'INSEP, 40 points contre JALT Le Mans...). Il finit meilleur marqueur avec une moyenne de 27,7 points par match et permet à Mulhouse de revenir en Pro B, 3 ans après l'avoir quitté. 
L'objectif du FCM lors de la saison 1997-1998 est le maintien en Pro B. À part l'arrivée de Clarence Trash (Intérieur-US), l'équipe de Larry Terry est peu remaniée malgré l'accession à l'étage supérieur. Une nouvelle fois, Terry fait des miracles. Il termine à nouveau meilleur marqueur pour sa deuxième saison en France, avec une moyenne de 24,8 points, et permet à Mulhouse de terminer à la neuvième place. Une place honorable pour un promu. Il recevra aussi le trophée du meilleur étranger de l'année et il participera au concours de Dunk au All-Star Game 1998.
Malheureusement pour Mulhouse, Terry indique à ses dirigeants son désir de franchir un palier et souhaite donc jouer dans un plus grand club. Placé sur la liste des transferts, on pensait alors qu'un club de Pro A allait lui donner sa chance, mais aucune offre n'est parvenue... Assez surprenant pour un joueur de son niveau. Il acceptera finalement l'offre de Dexia Mons-Hainaut, en première division belge.
Larry Terry est pour certains supporters du FCM Basket, un des meilleurs joueurs qu'a eu Mulhouse depuis sa création. Un scoreur, une adresse insolente à trois points (42 % lors de sa dernière année) et un véritable show-man. Il fera beaucoup de déçus en Alsace lors de son départ.

## Clubs
- 1991 - 1994 :  University of Northwestern State (NCAA 1 )
- 1994 - 1996 :  Miami Tropics (USBL), puis  Portland Mountain (USBL)
- 1996 - 1997 :  Mulhouse (Nationale 2)
- 1997 - 1998 :  Mulhouse (Pro B)
- 1998 - 2000 :  Mons-Hainaut (Division 1)
- 2000 - 2001 :  Strasbourg (Pro A)
- 2001 - 2002 :  Limoges (Pro A), puis  Chalon-sur-Saône (Pro A),
- 2002 - 2006? :  Ramat Hasharon (1er division)